# Adnan Patschatschi

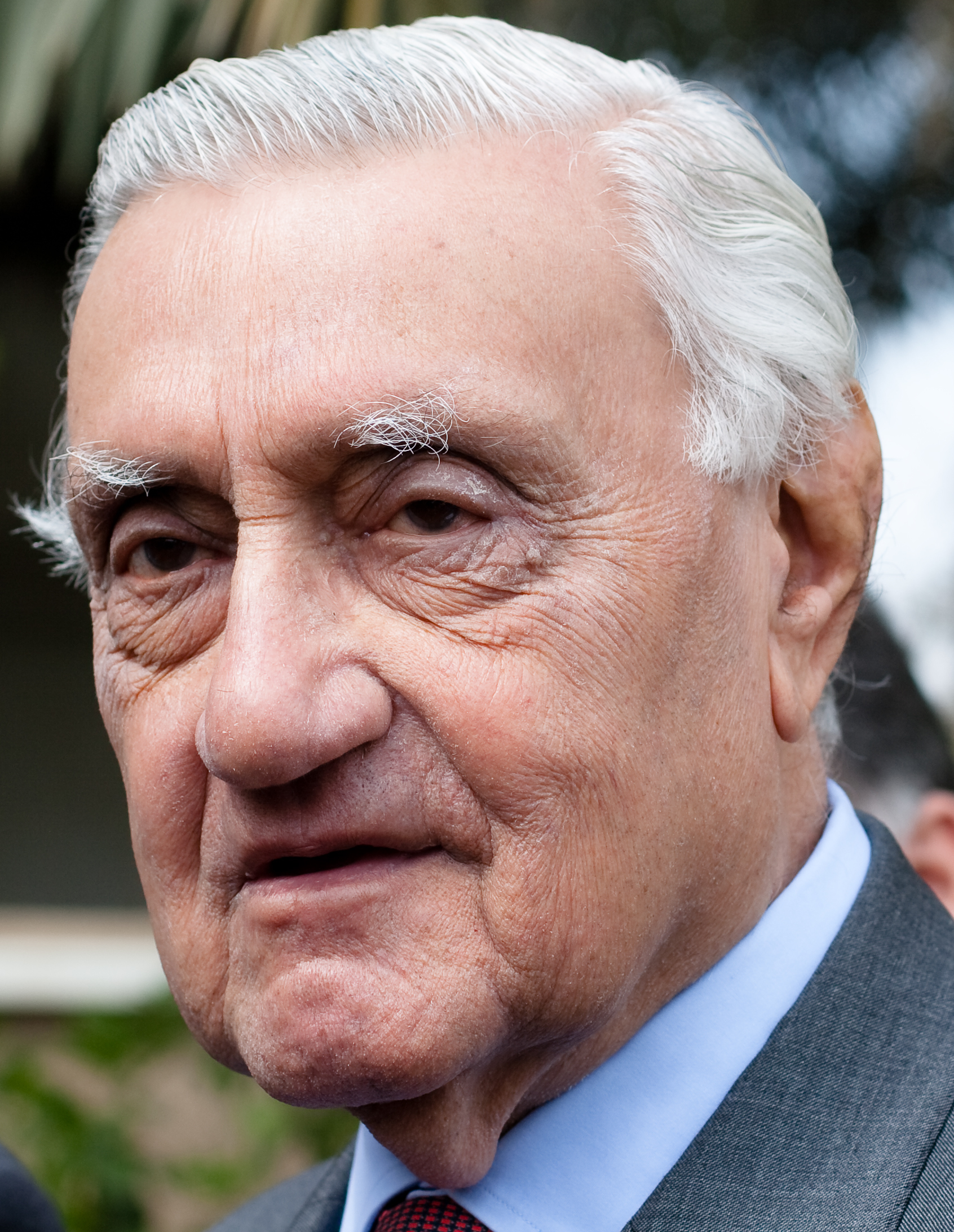
Adnan Patschatschi (2010)

Adnan Patschatschi (arabisch عدنان باجاجي; * 14. Mai 1923 in Bagdad; † 17. November 2019 in Dubai) war ein irakischer Politiker und Diplomat.

## Leben
Patschatschi stammte aus einer sunnitischen Familie bekannter Politiker und Diplomaten, einer jener etwa 40 Familien, die vor 1958 den Irak wirtschaftlich und politisch dominierten. Sein Vater Muzahim el Patschatschi, sein Schwiegervater und sein Onkel Hamdi al-Patschatschi waren Ministerpräsidenten in der Zeit der irakischen Monarchie. Adnan selbst war 1965–1967 Außenminister der Republik im Kabinett des schiitischen Generals Nadschi Talib. Zuvor hatte er seit 1959 sein Land als Botschafter bei den Vereinten Nationen vertreten; diese Funktion übte er noch einmal von 1967 bis 1969 aus.
Nach der Machtergreifung der Baath-Partei unter Saddam Hussein ging er ins Exil nach Abu Dhabi. Dort wurde er 1971 zum außenpolitischen Berater und zum Minister berufen und betrieb die Anerkennung der Vereinigten Arabischen Emirate durch die UN.
Patschatschi verstand sich als arabischer Nationalist und kritisierte die Nahostpolitik der USA als zionistisch sowie insbesondere die US-Intervention im Irak. Er versuchte für Saddam Hussein in letzter Minute Exil in den Vereinigten Arabischen Emiraten zu organisieren und warf den USA Kriegsverbrechen vor. Auch kritisierte er die Vergabe der Bauvorhaben zum Wiederaufbau des Irak an die Bechtel Corporation und warf den USA vor, die sektierische Teilung der politischen Macht zwischen Schiiten und Sunniten zu fördern.
Patschatschi leitete 2003/04 die Ausarbeitung der Übergangsverfassung. Ende Mai 2004 wurde er angeblich von den USA in seiner Kandidatur als Präsident des Irak nominiert; er bestritt jedoch dieses Gerücht, das ihm schadete. Bei der Wahl am 30. Januar 2005 erhielt er lediglich 12.728 Stimmen.
Patschatschi wurde nach längeren Sondierungen vom UNO-Sonderbotschafter Lakhdar Brahimi zum Präsidenten vorgeschlagen und genoss vor allem das Vertrauen des amerikanischen Außenministeriums. Er lehnte das Amt jedoch ab, vor allem weil es repräsentativer Natur sei und weil anzunehmen war, dass der 25-köpfige Regierungsrat ebenso wie die USA mehrheitlich Ghazi al-Yawar bevorzugten.